# Diademaceae
Diademaceae es una familia de hongos en el orden Pleosporales. Los taxones poseen una distribución amplia, especialmente en regiones templadas, y son parásitos o sapróbicos de tallos y hojas.

## Géneros
- Clathrospora
- Comoclathris
- Diadema
- Diademosa
- Graphyllium